# Ölbey Irén
Ölbey Irén (Döge, 1902. december 27. – Döge, 1987. április 23.) író, költő, műfordító, tanítónő.

## Élete
Kilencgyermekes család harmadik tagjaként született. Apja Ölbey Béla református főjegyző, anyja Pál Irén Jolán, Pál Lajos királyhelmeci ügyvéd lánya. Gyermekkorát Dögén és Királyhelmecen töltötte. 1916-ban a debreceni Svetits Intézetben folytatta tanulmányait. 1921-ben a debreceni tanítónőképzőben végzett, majd házi tanítóként dolgozott Ászáron és Pusztavacson egy intéző családjánál. 1923-ban tanítónői kinevezést kapott a nyírségi Napkoron, ahol öt évig maradt. Ekkor írásait az Élet című katolikus folyóirat jelentette meg. Tüdőbetegséget kapott, s ezért 1928-ban áthelyezték a klimatikus fekvésű Pilisszentkeresztre. 1929-ben a Magyar Vasárnap (Falusi esték) szépirodalmi és társadalmi folyóirat fölfedezte verseit és még ugyanebben az évben az Új Idők szépirodalmi hetilap megjelentette Tégla és Szél című versét. A lapot kiadó Singer és Wolfner Irodalmi Intézet 1944-es megszűnéséig számos művét közölte, beleértve első verses könyvét, a Senki szigetét. Ezt követően alkotói pályája az Új Időkhöz kötődött elsődlegesen, egészen 1944. évi megszűnéséig, 1935-ben a pestszenterzsébeti Apponyi [ma: Ónody] utcai állami elemi iskolába kerül. Ekkoriban sorra jelentek meg meséi, meseregényei. 1944-ben húszéves tanítással töltött év után nyugdíjaztatását kérte. 1947-ig műfordításból élt, majd a Szabad Nép egyik cikkével ellehetetlenítették és írói karrierjét nem folytathatta. 1949-ben kénytelen hazatérni szülőfalujába. 1954-től katolikus kiadványokban (Új Ember, Katholikus Szó, Vigilia) lehetett találkozni műveivel. 1956 után ismét pár év hallgatásra kényszerült. Az 1960-as évek közepétől újból elismerték és publikálták verseit, meséit.

## Művei
- Senki szigete (versek, Budapest, 1931)
- Szeptemberi láz (versek, Budapest, 1936)
- Karácsonyfadíszítés a mennyországban (Budapest, 1937)
- Krisztus A Megváltó életét, kínhalálát és feltámadását versekbe foglalta Ölbey Irén (Budapest, 1938-1939)
- Magyar tündérmesék (Budapest, 1939)
- Az arany tulipán (Budapest, 1940)
- Az ezüst furulya (mesék, Budapest, 1940)
- Ezüst dob (versek, Budapest, 1941)
- A csillagszemű királyfi (mesék, Budapest, 1941)
- Tarka versek (Budapest, 1942)
- Itt kell maradnod (Budapest, 1943)
- Két nemes apród (regény, Budapest 1944)
- Hét aranykrajcár (mesegyűjtemény, Budapest 1947)
- A fehér varázsló (kisregény, Budapest, 1948)
- A szépség kertje (versek, St. Louis, Amerikai Magyar Szemle, 1969)
- Ezüstbárányok, Hahota király legkisebb fia (két meseregény, Budapest, 1970)
- Patti Peti (két meseregény, Budapest, 1973)
- Félszáz mai mese (Válogatta és szlovák nyelvre fordította Sarkady Mária, Kassa, 1977)
- A béke győzelem (válogatott mese, Budapest, 1982)

## Emlékezete
- 2002 óta nevét viseli a Döge községi általános iskola – Ölbey Irén Általános Iskola
- 2013-ban emlékére szobrot avattak[3]